# Thomas Slade
Pour les articles homonymes, voir Slade (homonymie).
Thomas Slade, né en 1703 et mort en 1771, est un architecte naval anglais qui fut Surveyor of the Navy.
Il est notamment connu pour avoir conçu le HMS Victory, le navire amiral d'Horatio Nelson à la bataille de Trafalgar. Il a également conçu le HMS Roebuck, navire de tête de la Classe Roebuck (d'une vingtaine de navires) qui participa à la Guerre d'indépendance des États-Unis et aux Guerres de la Révolution française.